# Galeodes schach
Espèce
Galeodes schach est une espèce de solifuges de la famille des Galeodidae.

## Distribution
Cette espèce se rencontre en Iran et en Turquie.

## Description
Le mâle holotype mesure 44 mm.
Les mâles mesurent de 32 à 44 mm et les femelles de 39 à 45 mm.

## Publication originale
- Birula, 1905 : Bemerkungen über die Ordnung der  Solifugen. I-V. Annuaire du Musée Zoologique de l’Académie Impériale des Sciences de St.-Pétersbourg, vol. 9, p. 391–416 (texte intégral).